# Hélio Rubens Garcia
Hélio Rubens Garcia (Franca, 2 settembre 1940) è un ex cestista e allenatore di pallacanestro brasiliano.
È il padre di Helinho.

## Carriera
Con il Brasile ha disputato due edizioni dei Giochi olimpici (Città del Messico 1968, Monaco 1972) e quattro dei Campionati mondiali (1967, 1970, 1974, 1978).